# Trichilia zewaldae
Espèce
Trichilia zewaldae est une espèce d'arbres de la famille des Meliaceae et du genre Trichilia, endémique du Cameroun.

## Étymologie
Son épithète spécifique zewaldae rend hommage à l'illustratrice botanique Ike Zewald.

## Distribution
C'est une espèce endémique du Cameroun, observée dans la région du Sud et dans celle du Centre.

Plusieurs spécimens ont été collectés en 1914 par Georg August Zenker à Bipindi (Sud). D'autres ont été récoltés en 1964 par J.J.de Wilde, aux environs d'Éséka (Centre), à environ 15 km au sud-ouest du pont sur le Nyong, à une altitude d'environ 200 m.

Dans l'intervalle, l'espèce est à nouveau collectée, en 2002, par Martin Cheek à Ndanan I, puis en 2004 par Martin Etuge, également dans le parc de la Méfou (Mefou Proposed National Park), toujours dans la région du Centre, près de Yaoundé).

## Description
C’est un arbre persistant d’une hauteur variant de 7  à   25 mètres, plutôt ramifié. Son tronc peut mesurer entre 20 et 60 cm de diamètre.

Il pousse dans les forêts plus ou moins primaires et à la lisière des forêts secondaires. On le retrouve à une altitude d’environ 200 mètres au Cameroun et 1 020 mètres au Gabon.

Les jeunes rameaux sont bruns très foncés, courts, mais densément sarmentés. L’indumentum est gris.

Les branches plus âgées sont cylindriques, de couleur brune ou rouge-brun, devenant tomenteuses.

Les fleurs sont de couleur jaune crème ou verte, très parfumées et fréquemment visitées par les insectes.